# Windy Day
Windy Day ist ein US-amerikanischer Zeichentrick-Kurzfilm von John Hubley und Faith Hubley aus dem Jahr 1968.

## Handlung
Zwei Schwestern, das kleine Mädchen Georgia und die etwas ältere Emily, unterhalten sich. Sie liegen an einem See, es ist ein windiger Tag. Emily will ein Theaterstück aufführen, in dem es um Prinzessin Polly, dargestellt von Georgia, und Emily als Prinz Joe sowie dessen gefangene Schwester, Prinzessin Jane, geht. Georgia hat keine Lust und unterbricht die Szene, indem sie aus der Rolle fällt – die so aufgebaute Kulisse eines Märchenschlosses verschwindet dann augenblicklich und beide Kinder finden sich am See wieder.
Irgendwann schafft es Emily, Georgia zur Fortführung des Stücks zu bewegen. Joe kämpft nun gegen den bösen Drachen, den Georgia verkörpert. Als Emily den Drachen in kleine Stücke schneidet und anschließend mit dem Drachenschatz davonreitet, fängt Georgia an zu greinen. Ihr gefällt das Stück nicht mehr und so erfindet sie ein neues: Sie ist ein Känguru und Emily eine Giraffe. Das Känguru trägt die Kinder der Giraffe in seinem Beutel, während die Giraffe die Kängurukinder auf ihrem Rücken trägt. Beide Tiere springen fröhlich durch die Gegend.
Das Gespräch der Mädchen kommt auf das Kinderkriegen, den Tod und das Älterwerden, wobei Georgia die Meinung vertritt, dass man mit sechs und sieben Jahren spielt und danach bereits alt und grau ist. Beide Kinder kichern und eilen zum von den Eltern gedeckten Essenstisch. Der Wind wirbelt ihr Haar umher.

## Produktion
Windy Day beruht auf einer nachträglichen Animation eines improvisierten Gesprächs. Wie bereits in Moonbird wurde auch in Windy Day eine Unterhaltung von Kindern der Hubleys als Grundlage genommen, diesmal jedoch der Töchter Georgia und Emily Hubley. Beide hatten sich bei ihren Eltern beschwert, dass diese in ihren Filmen immer Männer auftreten lassen. Als Reaktion darauf entstand Windy Day, in dem nur beide Mädchen als Protagonisten erscheinen. Teilweise waren Georgia und Emily an den Zeichnungen des Films beteiligt.

## Synchronisation
| Rolle   | Originalsprecher |
| ------- | ---------------- |
| Georgia | Georgia Hubley   |
| Emily   | Emily Hubley     |

## Auszeichnungen
Windy Day wurde 1969 für einen Oscar in der Kategorie „Bester animierter Kurzfilm“ nominiert, konnte sich jedoch nicht gegen Winnie Puuh und das Hundewetter durchsetzen.